# 大野真徳
大野 真徳（おおの まさのり、1994年 - ）は、日本の実業家、鮒佐六代目。

## 人物・経歴
1994年生まれ。2017年3月、立教大学観光学部交流文化学科卒業。学生時代はバックパッカーとして世界を旅する。4年間で訪れた国は、南米や中東を中心に50カ国以上。
鮒佐六代目として、父親である五代目店主とともに江戸前の佃煮の味と伝統を守り続ける。